# Nino Niederreiter
Nino Niederreiter (ur. 8 września 1992 w Chur) – szwajcarski hokeista, reprezentant Szwajcarii, olimpijczyk.

## Kariera hokejowa
- HC Davos U17 (2006-2008)
- HC Davos U20 (2008-2009)
- HC Davos (2009)
- Portland Winterhawks (2009-2011)
- New York Islanders (2010, 2011-2012)
- Bridgeport Sound Tigers (2012-2013)
- Minnesota Wild (2013-2019)
- Carolina Hurricanes (2019-2022)
- Nashville Predators (2022-)

### Hokej juniorski
Jest wychowankiem klubu EHC Chur w swoim rodzinnym mieście. Na początku kariery Niederreiter grał w juniorskich zespołach HC Davos oraz uczestniczył w trzech spotkaniach play-off tej drużyny seniorskiej w sezonie 2008/2009 ligi National League A (miał wówczas 16 lat). 
Jako jeden z nielicznych zawodników szwajcarskich zdecydował się na grę w hokeja w Ameryce Północnej, chcąc łatwiej przedostać się do ligi National Hockey League (NHL). Poprzedni Szwajcarzy, którzy zostali wybrani w pierwszej rundzie draftu NHL, tacy jak Luca Cereda czy Michel Riesen, zostali określeni mianem "szwajcarskie pudła" (w znaczeniu "nietrafione decyzje"), które nigdy nie zrobiły wielkiej kariery w NHL. Niederreiter poszedł jednak w ślady swojego rodaka Luci Sbisy i zadeklarował chęć udziału w Canadian Hockey League Import Draft – draftu rozgrywek Canadian Hockey League (CHL). Został wówczas wybrany przez drużynę ligi WHL (jeden z trzech członków ligi CHL) – Portland Winterhawks.
W swoim inauguracyjnym sezonie odniósł pierwsze sukcesy. Dobre wyniki zdecydowały o wyborze Niederreitera do gry w prestiżowym CHL Top Prospects Game, w którym grał w drużynie trenera Booby'iego Orra. Wystąpił w konkursie Breakaway Challenge, czyli na najefektowniejszą strzeloną bramkę z rzutu karnego. Szwajcar był najbardziej kreatywny w tych zawodach, czego wynikiem były trzy najwyższe noty sędziowskie (10). W samym meczu zdobył pierwszą bramkę dla zespołu Orra. Ostatecznie zwyciężyła drużyna Dona Cherry'ego 4:2.
W pierwszym sezonie gry w Ameryce Północnej Niederreiter zdobył dla drużyny z Portland 36 bramek. Wynik ten dał mu osiemnaste miejsce (drugie wśród debiutantów) w klasyfikacji najlepszych strzelców ligi. Dodatkowo 24 razy asystował przy bramkach kolegów z zespołu. W sumie dało mu to 60 punktów w klasyfikacji kanadyjskiej sezonu zasadniczego i czwarte miejsce wśród zawodników Winterhawks. Zagrał również w trzynastu meczach fazy play-off, gdzie uzyskał 8 bramek i 8 asyst. Na koniec sezonu władze ligi WHL wyróżniły Niederreitera wyborem do drugiego zespołu gwiazd jednej z dwóch głównych jednostek podziału ligi – Konferencji Zachodniej.

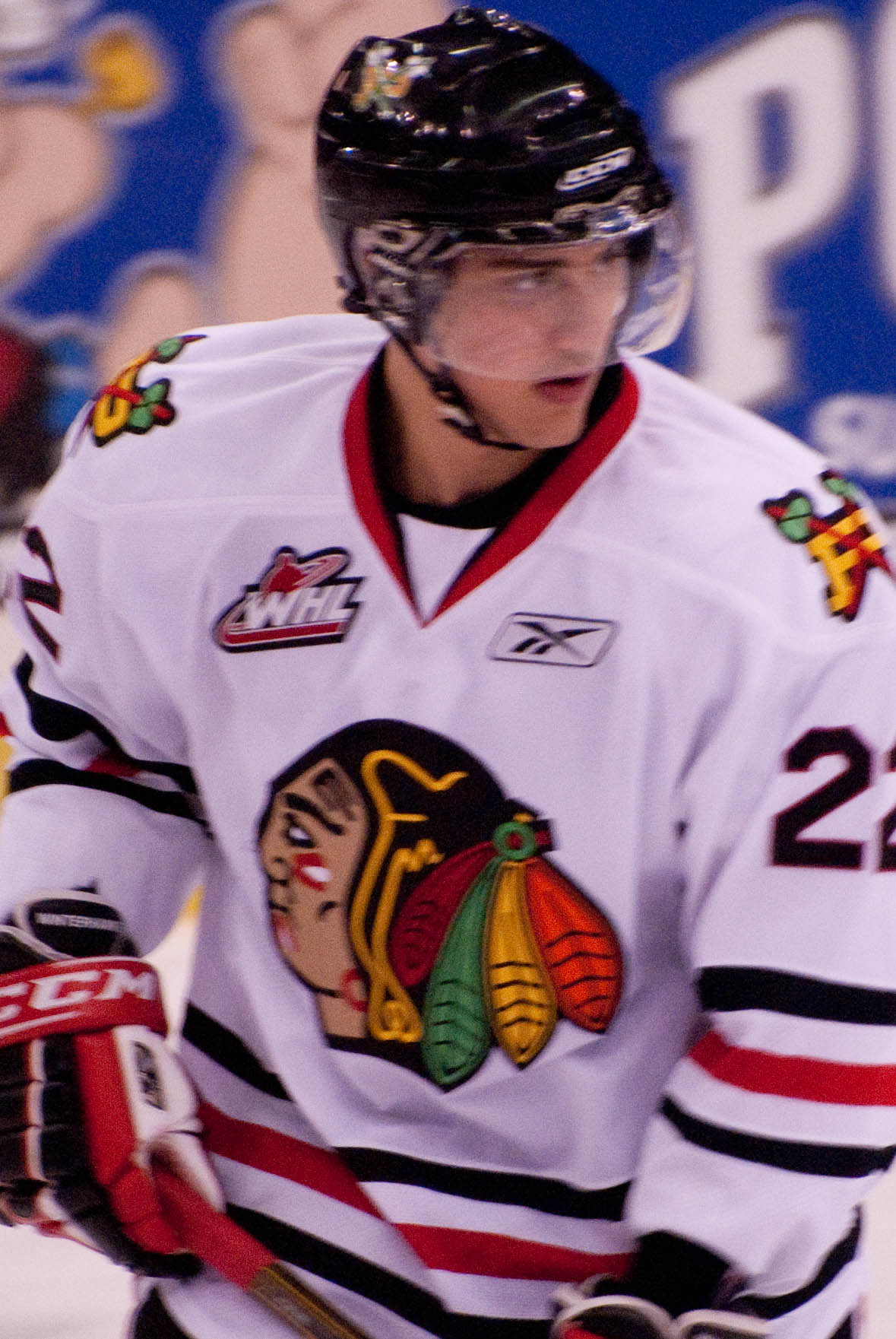
Nino Niederreiter w barwach Portland Winterhawks (2010)

Urząd NHL Central Scouting Bureau (odpowiedzialny za ustalanie szans na udział hokeistów w drafcie) przewidywał, iż Niederreiter zostanie wybrany w pierwszej rundzie draftu NHL jako czwarty szwajcarski hokeista w historii. Analityk kanadyjskiej stacji telewizyjnej TSN – Bob McKenzie uważał zaś, że Szwajcar mógłby stać się najlepszym zawodnikiem swojej nacji w historii. Przedstawiając listę dotyczącą najbardziej perspektywicznych zawodników szkolących się w Ameryce Północnej NHL Central Scouting Bureau sklasyfikowała Niederreitera na 14. pozycji w rankingu śródrocznym, zaś w finałowym rankingu na 12. pozycji. Te przewidywania zaowocowały wyborem Niederreitera przez klub New York Islanders jako piątego zawodnika draftu, dzięki czemu faktycznie stał się najwyżej wybranym zawodnikiem pochodzącym ze Szwajcarii w historii NHL. Do tej pory najwyżej wybranym zawodnikiem był Michel Riesen, który w 1997 roku został wybrany przez Edmonton Oilers jako 14. zawodnik.

### Hokej profesjonalny

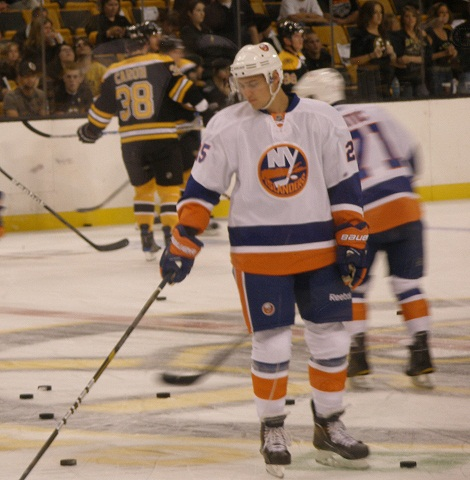
Niederreiter w 2010 roku zagrał dla New York Islanders 9 meczów

W czerwcu 2010 roku dwa razy uczestniczył w draftach, systemie wyboru nowych graczy do lig zawodowych. Najpierw 4 czerwca w rosyjskim mieście Mytiszczi został wybrany w ramach KHL Junior Draft edycji 2010 do rozgrywek KHL przez klub Awangard Omsk (w rundzie 4 z numerem 90). Trzy tygodnie później, 25 czerwca w amerykańskim Los Angeles Niederreiter został wybrany jako piąty zawodnik całego draftu NHL w 2010 przez klub New York Islanders. Tym samym był pierwszym zawodnikiem pochodzącym z Europy, który podczas tego draftu został wybrany, mimo że był szkolony w Ameryce Północnej. Po tym wydarzeniu, we wrześniu podpisał trzyletni kontrakt z zespołem z Long Island. W dniu debiutu w meczu NHL przeciwko Dallas Stars 9 października 2010 roku został najmłodszym zawodnikiem w historii Islanders (poprzednio najmłodszy był David Chyzowski). Swoją pierwszą bramkę zdobył 13 października 2010 roku pokonując bramkarza Washington Capitals, Czecha Neuvirtha. Dzięki temu stał się najmłodszym zawodnikiem Islanders, który zdobył bramkę oraz czwartym pod tym względem w lidze od momentu ekspansji ligi NHL w 1967 roku. Jedynie Grant Mulvey (18 lat, 32 dni), Jordan Staal (18 lat, 32 dni) oraz Patrick Marleau (18 lat, 34 dni) zdobywali swoją pierwszą bramkę w młodszym wieku.
28 października 2010 roku zespół Islanders ogłosił, że Niederreiter wróci do swojego poprzedniego zespołu w celu dalszego rozwoju zawodnika. Jako że rozegrał jedynie dziewięć meczów w NHL, kontrakt zawodnika został restartowany (rozgrywając 10 meczów w sezonie zawodnik uzyskuje wartość pierwszego roku kontraktu). Podczas okresu gry w Portland Niederreiter wystąpił w 55 spotkaniach sezonu zasadniczego, w których zdobył 41 bramek i 29 asyst, zaś w rozgrywkach posezonowych zagrał 21 meczów, zdobywając w nich 9 bramek i 18 asyst. Z zespołem Winterhawks awansował do finału ligi Western Hockey League, przegrywając w rywalizacji o Ed Chynoweth Cup z Kootenay Ice.
Przygotowania do sezonu 2011/2012 rozpoczął w bardzo dobrym stylu, dzięki czemu po pierwszym okresie przygotowawczym znalazł się w pierwszej linii ataku razem z Mattem Moulsonem i Johnem Tavaresem, jednakże w odbywającym się 30 września meczu towarzyskim z drużyną New Jersey Devils doznał kontuzji pachwiny. Po powrocie do zdrowia zagrał sześć meczów w zespole farmerskim Islanders – Bridgeport Sound Tigers.
W sezonie 2011/2012 po raz pierwszy zagrał w meczu ligi w spotkaniu derbowym z New York Rangers. 2 grudnia zdobył jedyną bramkę w sezonie. Miało to miejsce w meczu przeciwko Chicago Blackhawks. Spotkanie to rozstrzygnęły rzuty karne, w których jako drugi w swoim zespole strzelał Niederreiter (jednak nie wykorzystał swojego najazdu). Mecz wygrała drużyna z Chicago. Dzień później w pierwszej tercji meczu przeciwko Dallas Stars doznał wstrząśnienia mózgu, który spowodował Mark Fistric szarżą pod bandą w środkowej części lodowiska. W wyniku tego zdarzenia zawodnik drużyny z Teksasu został zawieszony na trzy mecze, a Szwajcar nie uczestniczył w kolejnych pięciu spotkaniach. Po tym zdarzeniu rozegrał jeszcze 49 spotkań sezonu zasadniczego, jednak grając wspólnie z weteranami Reasonerem oraz Pandolfo w czwartej linii ataku i skupiając się na zdobyciu doświadczenia w grze defensywnej nie poprawił swojego dorobku w klasyfikacji kanadyjskiej.
W sezonie 2012/2013 podczas trwania lockoutu został asygnowany do filii zespołu Islanders - Bridgeport Sound Tigers. Po zakończeniu przerwy w rozgrywkach NHL zawodnik jednak nie powrócił do zespołu z Nowego Jorku i rozegrał cały sezon w American Hockey League, zdobywając w 74 spotkaniach 50 punktów.
30 czerwca 2013 został zawodnikiem Minnesota Wild. Nowojorski klub przekazał go w drodze w wymiany, w ramach której do Islanders trafił Cal Clutterbuck oraz uzgodniono wyrównanie w postaci miejsca w przyszłym drafcie NHL. W nowym zespole zawodnik częściej znajdował się na lodzie w wyniku czego stał się szóstym najskuteczniejszym zawodnikiem sezonu zasadniczego w zespole. W tym sezonie Niederreiter wystąpił swoich pierwszych meczach fazy play-off ligi NHL. W siódmym meczu pierwszej rundy jego bramka zdobyta w dogrywce zadecydowała o awansie Minnesoty do dalszej części rywalizacji o Puchar Stanleya. Te osiągnięcia spowodowały, iż we wrześniu 2014 klub z Minnesoty przedłużył umowę z Niederreiterem o trzy lata. W nowym sezonie poprawił swój rekord punktowy w pojedynczym sezonie o jeden punkt zdobywając 24 gole i 13 asyst.
Sezon 2015/2016 rozpoczął od gry w trzeciej linii razem z Erikiem Haulą i Jasonem Pominvillem. Pomimo tego szybko ten atak stał się najskuteczniejszym w zespole. Ostatecznie Niederreiter został trzecim strzelcem sezonu zasadniczego w zespole Wild. Będąc gorszym pod tym względem jedynie od Zacha Parise i Coyle'a. W fazie play-off w spotkaniach przeciwko Dallas Stars był drugim zawodnikiem klasyfikacji kanadyjskiej w zespole.
W styczniu 2019 został zawodnikiem Carolina Hurricanes, przetransferowany w toku wymiany za Victora Raska. W lipcu 2022 podpisał dwuletnią umowę z Nashville Predators.

### Kariera reprezentacyjna

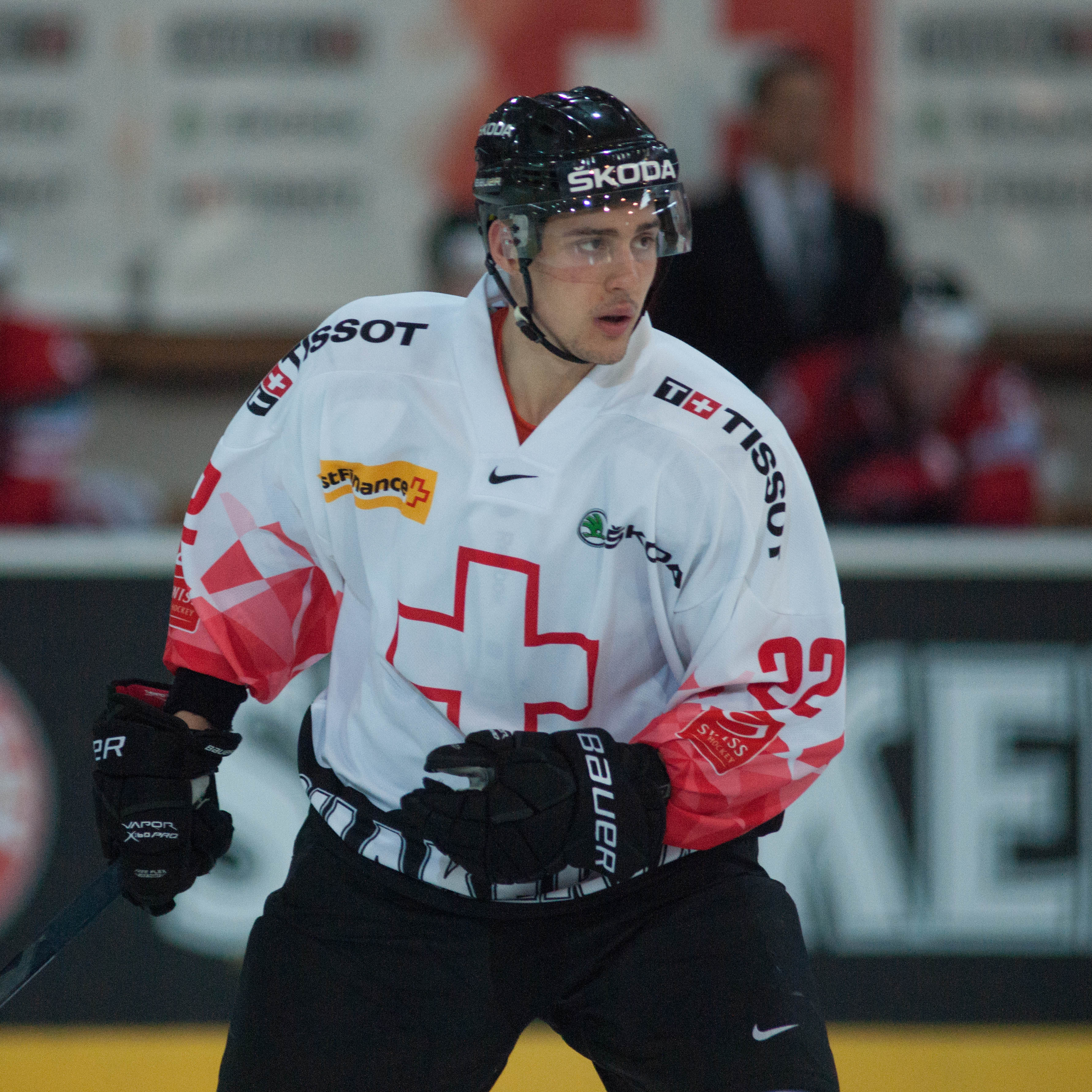
Nino Niederreiter w barwach reprezentacji Szwajcarii w meczu z Kanadą (29.04.2012)

Niederreiter po raz pierwszy uczestniczył w międzynarodowym turnieju podczas odbywających się w rosyjskim Kazaniu – Mistrzostw świata do lat 18 w hokeju na lodzie. Podczas tego turnieju reprezentował Szwajcarię sześciokrotnie zdobywając w tym czasie dwa punkty – jedną bramkę (przeciwko Danii w grupie spadkowej) oraz jedną asystę. Szwajcaria ostatecznie zajęła wtedy ósme miejsce – ostatnie dające utrzymanie wśród najlepszych juniorskich drużyn międzynarodowych. Rok później ponownie wystartował w Mistrzostwach świata do lat 18. Turniej w 2009 roku odbył się w Stanach Zjednoczonych. Niederreiter zagrał w sześciu meczach, zdobywając sześć punktów: 3 bramki i 3 asysty. Szwajcarzy zajęli w tym turnieju również ósme miejsce.
W 2010 roku po raz pierwszy zagrał w Mistrzostwach Świata Juniorów prowadząc reprezentację Szwajcarii do pierwszego od 2002 roku awansu Helwetów do półfinału. Niederreiter został wybrany zawodnikiem meczu podczas konfrontacji z reprezentacjami: Słowacji w fazie grupowej oraz Rosji w ćwierćfinale, podczas którego zdobył dwie decydujące o awansie bramki. Pierwszego gola zdobył na 33 sekundy przed końcem regulaminowego czasu gry, doprowadzając do remisu i dogrywki, w której w dziesiątej minucie zdobył decydującą bramkę. Ostatecznie turniej zakończył z sześcioma bramkami oraz czterema asystami, co dało w sumie dziesięć punktów w klasyfikacji kanadyjskiej. Dało mu to 7. miejsce wśród zawodników turnieju. Te osiągnięcia sprawiły, że Szwajcar został wybrany do drużyny gwiazd turnieju.
Wiosną tego samego roku zadebiutował w seniorskiej reprezentacji Szwajcarii, z którą wystąpił na Mistrzostwach Świata. Podczas turnieju Szwajcarzy dotarli do ćwierćfinału, ulegając w nim reprezentacji gospodarzy, Niemiec.
W 2011 roku ponownie zagrał na turnieju Mistrzostw Świata elity juniorów. Selekcjoner kadry Szwajcarii Richard Jost mianował go kapitanem zespołu. Niederreiter spisał się bardzo dobrze już w pierwszym spotkaniu, zdobywając w dziesiątej minucie spotkania swoją pierwszą bramkę w turnieju. Dodatkowo asystował przy bramce Romaina Loeffela. Ponadto jeszcze dwukrotnie zdobywał punkty. Najpierw w meczu fazy grupowej przeciwko Słowacji strzelił gola, a następnie asystował przy bramce dającej wyrównanie w spotkaniu przeciwko Finlandii w spotkaniu o piąte miejsce. Mecz zakończył się po konkursie rzutów karnych, w których Niederreiter nie pokonał bramkarza rywali. Ostatecznie Szwajcarzy zajęli piątą pozycję w turnieju.
W 2012 roku nie zagrał w mistrzostwach świata juniorów. Powodem jego absencji był wstrząs mózgu, którego się nabawił w środku sezonu ligowego w meczu przeciwko Dallas Stars. Nino szybko wrócił do gry i po zakończeniu sezonu przez drużynę New York Islanders został powołany do reprezentował Szwajcarii na mistrzostwach świata seniorów. Zanim jednak na nich wystąpił zagrał w czterech spotkaniach towarzyskich. W jednym z nich w meczu przeciwko Szwecji zdobył dwie bramki. Dodatkowo grał również w spotkaniach przeciwko Kanadyjczykom. W samym turnieju zawodnik w sześciu spotkaniach nie zdobył żadnego punktu, dostając jedną karę mniejszą.
Podczas mistrzostw świata w Sztokholmie był ważną postacią zespołu. Zagrał we wszystkich spotkaniach swojej reprezentacji, prowadząc ją do pierwszego od 1953 roku srebrnego medalu mistrzostw świata. Był drugim po Romanie Josi najskuteczniejszym Szwajcarem na tym turnieju.
W Soczi po raz pierwszy uczestniczył w turnieju olimpijskim, jednak nie zdobył w nim ani jednego punktu. Dwa lata później w Moskwie na mistrzostwach świata w sześciu spotkaniach fazy grupowej zdobył sześć punktów w klasyfikacji kanadyjskiej, po trzy za bramki i asysty.
W barwach zespołu Europy brał udział w turnieju Pucharu Świata 2016.
Podczas edycji mistrzostw świata w 2018 zdobył ze Szwajcarią po raz drugi srebrny medal (w finałowym meczu w serii najazdów nie wykorzystał swojej szansy).
Potem uczestniczył w edycji MŚ 2019.

## Statystyki

### Klubowe
| 2006/07    | HC Davos U18            | Elite Novizen | 32  | 43 | 19 | 62  | 38  | —  | —  | —  | —  | —  |
| 2007/08    | HC Davos U18            | Elite Novizen | 32  | 39 | 26 | 65  | 62  | —  | —  | —  | —  | —  |
| 2007/08    | HC Davos U20            | Elite Jr. A   | 5   | 5  | 1  | 6   | 4   | —  | —  | —  | —  | —  |
| 2008/09    | HC Davos U18            | Elite Novizen | 6   | 6  | 6  | 12  | 6   | —  | —  | —  | —  | —  |
| 2008/09    | HC Davos U20            | Elite Jr. A   | 30  | 20 | 14 | 34  | 44  | —  | —  | —  | —  | —  |
| 2008/09    | HC Davos                | NLA           | —   | —  | —  | —   | —   | 3  | 0  | 1  | 1  | 0  |
| 2009/10    | Portland Winterhawks    | WHL           | 65  | 36 | 24 | 60  | 68  | 13 | 8  | 8  | 16 | 16 |
| 2010/11    | New York Islanders      | NHL           | 9   | 1  | 1  | 2   | 8   | —  | —  | —  | —  | —  |
| 2010/11    | Portland Winterhawks    | WHL           | 55  | 41 | 29 | 70  | 67  | 21 | 9  | 18 | 27 | 30 |
| 2011/12    | New York Islanders      | NHL           | 55  | 1  | 0  | 1   | 12  | —  | —  | —  | —  | —  |
| 2011/12    | Bridgeport Sound Tigers | AHL           | 6   | 3  | 1  | 4   | 4   | —  | —  | —  | —  | —  |
| 2012/13    | Bridgeport Sound Tigers | AHL           | 74  | 28 | 22 | 50  | 38  | —  | —  | —  | —  | —  |
| 2013/14    | Minnesota Wild          | NHL           | 81  | 14 | 22 | 36  | 44  | 13 | 3  | 3  | 6  | 8  |
| 2014/15    | Minnesota Wild          | NHL           | 80  | 24 | 13 | 37  | 28  | 10 | 4  | 1  | 5  | 10 |
| 2015/16    | Minnesota Wild          | NHL           | 82  | 20 | 23 | 43  | 36  | 6  | 1  | 5  | 6  | 4  |
| NLA ogółem | NLA ogółem              | NLA ogółem    | —   | —  | —  | —   | —   | 3  | 0  | 1  | 1  | 0  |
| WHL ogółem | WHL ogółem              | WHL ogółem    | 120 | 77 | 53 | 130 | 135 | 34 | 17 | 26 | 43 | 46 |
| AHL ogółem | AHL ogółem              | AHL ogółem    | 80  | 31 | 23 | 54  | 42  | —  | —  | —  | —  | —  |
| NHL ogółem | NHL ogółem              | NHL ogółem    | 307 | 60 | 59 | 119 | 128 | 29 | 8  | 9  | 17 | 22 |

M – mecze, G – gole, A – asysty, Pkt – Punktacja kanadyjska, MIN – minuty spędzone na ławce kar

### Międzynarodowe
| Rok              | Drużyna          | Turniej          |    | M  | G  | A  | Pkt | MIN         | Rezultat drużyny |
| ---------------- | ---------------- | ---------------- | -- | -- | -- | -- | --- | ----------- | ---------------- |
| 2008             | Szwajcaria       | MŚ U18           | 6  | 1  | 1  | 2  | 2   | 8. miejsce  |                  |
| 2009             | Szwajcaria       | MŚ U18           | 6  | 3  | 3  | 6  | 16  | 8. miejsce  |                  |
| 2010             | Szwajcaria       | MŚJ              | 7  | 6  | 4  | 10 | 10  | 4. miejsce  |                  |
| 2010             | Szwajcaria       | MŚ               | 4  | 0  | 0  | 0  | 4   | 5. miejsce  |                  |
| 2011             | Szwajcaria       | MŚJ              | 6  | 2  | 2  | 4  | 12  | 5. miejsce  |                  |
| 2012             | Szwajcaria       | MŚ               | 6  | 0  | 0  | 0  | 2   | 11. miejsce |                  |
| 2013             | Szwajcaria       | MŚ               | 10 | 5  | 3  | 8  | 2   | miejsce     |                  |
| 2014             | Szwajcaria       | IO               | 4  | 0  | 0  | 0  | 2   | 9. miejsce  |                  |
| 2016             | Szwajcaria       | MŚ               | 7  | 3  | 3  | 6  | 2   | 11. miejsce |                  |
| Mecze juniorskie | Mecze juniorskie | Mecze juniorskie | 25 | 12 | 10 | 22 | 40  |             |                  |
| Mecze seniorskie | Mecze seniorskie | Mecze seniorskie | 31 | 8  | 6  | 14 | 12  |             |                  |

M – mecze, G – gole, A – asysty, Pkt – Punktacja kanadyjska, MIN – minuty spędzone na ławce kar

## Sukcesy
Reprezentacyjne
- Srebrny medal mistrzostw świata: 2013, 2018
- Finał Pucharu Świata: 2016 z kadrą Europy

Klubowe
- Złoty medal mistrzostw Szwajcarii: 2009 z HC Davos

Indywidualne
- Mistrzostwa świata do lat 18 w hokeju na lodzie mężczyzn 2009:
  - Jeden z trzech najlepszych zawodników reprezentacji
- Sezon WHL / CHL 2009/2010:
  - Drugi skład gwiazd WHL (Zachód)
  - CHL Top Prospects Game
- Mistrzostwa Świata Juniorów w Hokeju na Lodzie 2010/Elita:
  - Skład gwiazd turnieju
- Sezon AHL 2012/2013:
  - Mecz Gwiazd
- Mistrzostwa Świata w Hokeju na Lodzie 2013/Elita:
  - Siódme miejsce w klasyfikacji strzelców turnieju: 5 goli
- Mistrzostwa Świata w Hokeju na Lodzie 2016/Elita:
  - Jeden z trzech najlepszych zawodników reprezentacji w turnieju[41]
- Mistrzostwa Świata w Hokeju na Lodzie 2018/Elita:
  - Jeden z trzech najlepszych zawodników reprezentacji w turnieju[42]